# 뽕띠
"뽕띠"(Born In Year Of Mulberry)는 한국에서 제작된 정인철 감독의 1993년 드라마, 멜로/로맨스 영화이다. 임옥경 등이 주연으로 출연하였고 김정조 등이 제작에 참여하였다.

## 출연

### 주연
- 임옥경
- 정인철
- 최민

## 기타
- 조명: 신준하
- 미술: 강인혁